# Cernești (okręg Prahova)
Cernești – wieś w Rumunii, w okręgu Prahova, w gminie Izvoarele. W 2011 roku liczyła 181 mieszkańców.